# جبر بول

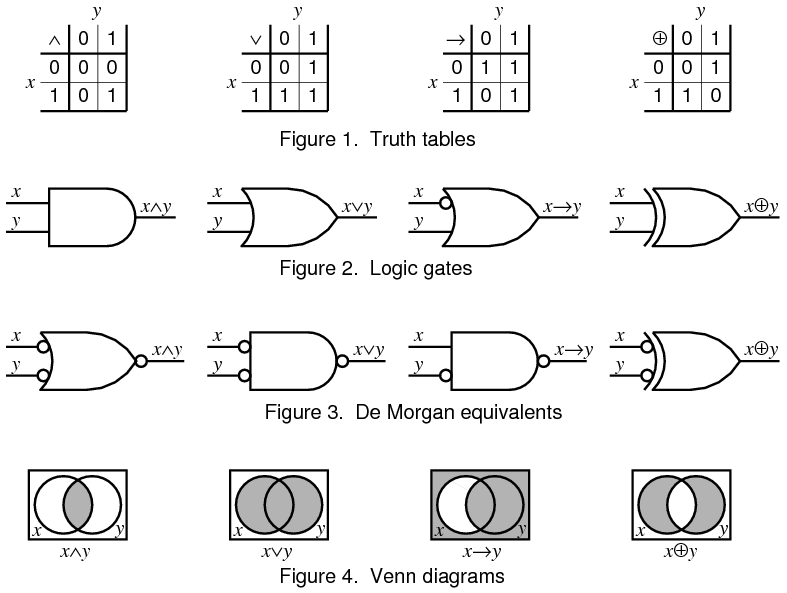

جبر بُول (بالإنجليزية: Boolean Algebra)‏ هو أحد مواضيع الرياضيات والرياضيات المنطقيّة والرياضيات المُتقطّعة، ويُعتَبر فرعاً من فروع الجبر حيثُ يعمل بمُتغيّرين اثنين هما الصح أو الخطأ ويُرمز لهما بالعددين 1 و 0 بعكس الجبر الإبتدائي الذي قد يكون المُتغيّر فيه أي عددٍ كان. وفي حين أن العمليّات الرئيسيّة في الجبر هي الجمع والضرب، تكون العمليّات في الجبر البولي هي العطف أو الوصل (بالإنجليزية: Conjunction)‏ وتُقرأ على أنّها واو العطف (وَ and) ويُرمز لها بالرمز ∧؛ والعمليّة الثانية هي الفصل (بالإنجليزية: Disjunction)‏ وتُقرأ على أنّها حرف التخيير (أو or) ويُرمز لها بالرمز ∨؛ وثالث العمليّات الرئيسيّة هي النفي (بالإنجليزية: Negation)‏ (ليس not) ويُرمز لها بالرمز ¬. وبهذا، تكون العلاقات في الجبر البولي مُشابِهة للعلاقات العددية المستخدمة في الجبر المعتاد.
يُنسَب الجبر البولي لعالِم الرياضيات البريطاني جورج بول الذي ابتكرها وقدّمها في كتابِه الأوّل تحليل الرياضيات المنطقيّة (The Mathematical Analysis of Logic) عام 1847، وشرحها أكثر ووضع أُسسها في كتابِه استقراء قوانين التفكير (An Investigation of the Laws of Thought) عام 1854. وأول من اقتَرح مُصطلح «الجبر البولي» على هذا النوع من الجبر هو الرياضياتي الأمريكي هنري م. شيفر [الإنجليزية] عام 1913.
عندما وضع جورج بول أُسس الجبر البولي لم يكن لهُ ذلك القدر من الأهميّة كما عندنا في الوقت الحالي، ولكن مع مجيء عصر الحواسيب اتّضَح لنا إنه باستطاعتنا تشغيل الحاسوب وبرمجته بواسطة اتّباع الطريقة البُولية، حيث أن الحاسوب يستخدم 0 و1 في عمليّاته وتفاهماته. وبذلك ساعَد الجبر البولي على تطوير الإلكترونيات الرقمية، كما أنّه يُستَخدم في نظريّة المجموعات والإحصاء.

## القيَم
العبارات في الجَبر الإبتدائي تَدُل قيمَتُها على أرقام، أما في الجبر البولياني فإن قيمَة العبارة الجبرية هي إما صح أو خطأ ويُطلَق عليها اسم قيمة الحقيقة، ويُمكن تمثيل هذه القيَم بالبت -نظام ثُنائي- وهو 0 و 1. هَذان العددان لا يتصرّفان كالأعداد الصحيحة، فمثلاً عند جَمع 1+1 في الجَبر الابتدائي فإن الناتِج هو 2، أما في الجَبر البولياني يكون الناتِج 1. يتعامَل الجبر البولياني كذلك مع الدوالوالمصفوفات التي تكون قيمتُها في المجموعة: {0,1}.

## العمليّات

### عمليّات أساسيّة
ثلاثة عمليّات رئيسيّة في الجبر البولياني، هي:
- العطف تُقرأ على أنّها واو العطف (وَ and) ويُرمز لها بالرمز ∧.
- الفصل تُقرأ على أنّها حرف التخيير (أو or) ويُرمز لها بالرمز ∨.
- النفي تُقرأ على أنها لا النافية، أو أي كلمة تُفيد النفي (ليس not) ويُرمز لها بالرمز ¬.

تختلف قيمة الحقيقة بين العددين باختلاف العمليّات بينَهما، ويُمكن الاعتبار أنّ عمليّة الاتصال ∧ هي عمليّة ضرب والانفصال ∨ عمليّة جمع. ونستطيع التعبير عن العمليّات إمّا جبريّاً، أو من خلال جدول الحقيقة. وجدول الحقيقة التالي يُلخّص العلاقة بين المُتغيّرات في العمليّات الأساسيّة:

| {\displaystyle x} | {\displaystyle y} | {\displaystyle x\wedge y} | {\displaystyle x\vee y} |
| ----------------- | ----------------- | ------------------------- | ----------------------- |
| 0                 | 0                 | 0                         | 0                       |
| 1                 | 0                 | 0                         | 1                       |
| 0                 | 1                 | 0                         | 1                       |
| 1                 | 1                 | 1                         | 1                       |

| {\displaystyle x} | {\displaystyle \neg x} |
| ----------------- | ---------------------- |
| 0                 | 1                      |
| 1                 | 0                      |

### عمليّات ثانوية
إن العمليّات المذكورة أعلاه هي العمليّات الأساسيّة في الجبر البولياني، هذا يعني أنّنا نستطيع اشتقاق عمليّات أُخرى مبنيّة على هذه العمليّات الأساسيّة. والعمليّات الثلاث المُشتقّة هي:
{\displaystyle x\rightarrow y=\neg {x}\vee y}
{\displaystyle x\oplus y=(x\vee y)\wedge \neg {(x\wedge y)}}
{\displaystyle x\equiv y=\neg {(x\oplus y)}}
ويمكن تمثيل هذه العمليّات عبر جدول الحقيقة التالي:
| {\displaystyle x} | {\displaystyle y} | {\displaystyle x\rightarrow y} | {\displaystyle x\oplus y} | {\displaystyle x\equiv y} |
| ----------------- | ----------------- | ------------------------------ | ------------------------- | ------------------------- |
| 0                 | 0                 | 1                              | 0                         | 1                         |
| 1                 | 0                 | 0                              | 1                         | 0                         |
| 0                 | 1                 | 1                              | 1                         | 0                         |
| 1                 | 1                 | 1                              | 0                         | 1                         |

## قوانين الجبر البُولي
القانون في الجبر البولي هو عبارة عن متطابقة بين حدين بوليين، ويعرف الحد البولياني على أنه تعبير منطقي يتألف من متغيرات بوليانية والثوابت 0 و1، وعمليات الجبر البولياني (مثل الاتصال ∧، والانفصال ∨، والنفي ¬). ومثل الجبر العادي، فإن هناك 3 قوانين أساسية تحكم التعبيرات البوليانية: الإبدال والدمج والتوزيع.

### قانون الإبدال لعملية الانفصال
يعرف قانون الإبدال لعملية الانفصال كما يلي:
{\displaystyle A\lor B=B\lor A}
حيث A وB هما متغيران منطقيان، والعملية ∨ هي عملية الانفصال (أو).
ومعنى القانون هو أن ترتيب المتغيرات في عملية الانفصال (أو) لا يؤثر في ناتج العملية. وهذا يماثل عملية الجمع في الجبر والتي تخضع أيضاً لقانون الإبدال، ولذلك يسمى هذا القانون بقانون الإبدال للجمع Commutative law of addition.

### قانون الإبدال لعملية الاتصال
يعرف قانون الإبدال لعملية الاتصال كما يلي:
{\displaystyle A\land B=B\land A}
حيث A وB هما متغيران منطقيان، والعملية ∧ هي عملية الاتصال (و).
ومعنى القانون هو أن ترتيب المتغيرات في عملية الاتصال (و) لا يؤثر في ناتج العملية. وهذا يماثل عملية الضرب في الجبر والتي تخضع أيضاً لقانون الإبدال، ولذلك يسمى هذا القانون بقانون الإبدال للضرب Commutative law of multiplication.

### قانون الدمج لعملية الانفصال
يعرف قانون الدمج لعملية الانفصال كما يلي:
{\displaystyle A\lor (B\lor C)=(A\lor B)\lor C}
حيث A وB وC هم متغيرات منطقية، والعملية ∨ هي عملية الانفصال (أو).
ومعنى القانون هو أنه عندما نقوم بتطبيق العملية (أو) على أكثر من متغيرين، فإن الناتج لا يتأثر بترتيب تطبيق العملية على المتغيرات. فمثلا يمكن تطبيق العملية أولاً على B وC، ثم أخذ الناتج وتطبيق العملية عليه مع A. أو بشكل أخر، يمكن تطبيق العملية أولاً على A وB، ثم أخذ الناتج وتطبيق العملية عليه مع C. وفي كلتا الحالتين يكون الناتجان متساويين. وهذا يماثل قانون الدمج لعملية الجمع في الجبر العادي، ولذلك يسمى القانون بقانون الدمج للجمع Associative law of addition.

### قانون الدمج لعملية الاتصال
يعرف قانون الدمج لعملية الاتصال كما يلي:
{\displaystyle A\land (B\land C)=(A\land B)\land C}
حيث A وB وC هم متغيرات منطقية، والعملية ∧ هي عملية الاتصال (و).
ومعنى القانون هو أنه عندما نقوم بتطبيق العملية (و) على أكثر من متغيرين، فإن الناتج لا يتأثر بترتيب تطبيق العملية على المتغيرات. فمثلا يمكن تطبيق العملية أولاً على B وC، ثم أخذ الناتج وتطبيق العملية عليه مع A. أو بشكل أخر، يمكن تطبيق العملية أولاً على A وB، ثم أخذ الناتج وتطبيق العملية عليه مع C. وفي كلتا الحالتين يكون الناتجان متساويين. وهذا يماثل قانون الدمج لعملية الضرب في الجبر العادي، ولذلك يسمى القانون بقانون الدمج للضرب Associative law of multiplication.

### قانون توزيع الاتصال على الانفصال
يعرف قانون التوزيع لعمية الاتصال (و) على عملية الانفصال (أو) كما يلي:
{\displaystyle A\land (B\lor C)=(A\land B)\lor (A\land C)}
وهو يشابه قانون توزيع الضرب على الجمع في الجبر:
{\displaystyle A(B+C)=AB+AC}
ولذلك يسمى القانون في الجبر البولياني بقانون توزيع الضرب على الجمع Distributive law of multiplication over addition.

### قانون توزيع الانفصال على الاتصال
يعرف قانون التوزيع لعمية الانفصال (أو) على عملية الاتصال (و) كما يلي:
{\displaystyle A\lor (B\land C)=(A\lor B)\land (A\lor C)}
وهذا القانون ليس له قانون مماثل في الجبر العادي. ويمكن إثبات هذا القانون بطريقتين:
- بإيجاد جدول الحقيقة للتعبير الرياضي على يمين المتطابقة، وجدول الحقيقة للتعبير الرياضي على يسارها، ومطابقة الجدولين.
- باستخدام قانون توزيع الاتصال على الانفصال الموضح أعلاه. فبالنظر إلى الطرف الأيمن للمتطابقة، نجد أنه يمكننا توزيع {\displaystyle (A\lor B)} على {\displaystyle (A\lor C)} وذلك باستخدام قانون توزيع الاتصال على الانفصال:

{\displaystyle R.H.S=(A\lor B)\land (A\lor C)=((A\lor B)\land A)\lor ((A\lor B)\land C)}
بعد ذلك يمكن توزيع {\displaystyle A} على {\displaystyle (A\lor B)} وتوزيع {\displaystyle C} على {\displaystyle (A\lor B)} باستخدام قانون توزيع الاتصال على الانفصال ثانيةً:
{\displaystyle ((A\lor B)\land A)\lor ((A\lor B)\land C)=(A\land A)\lor (B\land A)\lor (A\land C)\lor (B\land C)}
ونلاحظ أن قيمة {\displaystyle (A\land A)} مكافئة لـ {\displaystyle A} (انظر أدناه). فعندما تكون قيمة {\displaystyle A} مساوية للصفر، فإن قيمة {\displaystyle (A\land A)} تكون صفرا. وعندما تكون قيمتها مساوية للواحد، فإن قيمة القوس تساوي الواحد. وبالتالي يمكن استبدال {\displaystyle (A\land A)} بالمتغير {\displaystyle A} مباشرة.
{\displaystyle (A\land A)\lor (B\land A)\lor (A\land C)\lor (B\land C)=A\lor (B\land A)\lor (A\land C)\lor (B\land C)}
نلاحظ أيضاً أن قيمة {\displaystyle A\lor (B\land A)\lor (A\land C)} مكافئة لـ {\displaystyle A} (انظر أدناه). فعندما تكون قيمة {\displaystyle A} مساوية للصفر، فإن التعبير كله يكون مساوياً للصفر. وعندما تكون قيمة {\displaystyle A} مساوية للواحد، فإن التعبير كله يكون مساويا للواحد بغض النظر عن قيمتي {\displaystyle B} و{\displaystyle C}. وبهذا يمكن استبدال {\displaystyle A\lor (B\land A)\lor (A\land C)} بالمتغير {\displaystyle A} مباشرة:
{\displaystyle A\lor (B\land A)\lor (A\land C)\lor (B\land C)=A\lor (B\land C)=L.H.S}

## قواعد الجبر البُولي
فيما يلي قائمة بالقواعد الأساسية في الجبر البولي وعددهم اثنا عشر قاعدة قابلة للإثبات باستخدام جداول الحقيقة. ويمكن استخدامهم في تبسيط وحل مسائل الجبر البولياني.

### قاعدة المحايد لعملية الانفصال
{\displaystyle A\lor 0=A}

### قاعدة المحايد لعملية الاتصال
{\displaystyle A\land 1=A}

### قاعدة المدمر لعملية الانفصال
{\displaystyle A\lor 1=1}

### قاعدة المدمر لعملية الاتصال
{\displaystyle A\land 0=0}

### قاعدة عملية الانفصال لنفس المتغير
{\displaystyle A\lor A=A}

### قاعدة عملية الاتصال لنفس المتغير
{\displaystyle A\land A=A}

### قاعدة عملية الانفصال للمتغير مع متممه
{\displaystyle A\lor \neg {A}=1}

### قاعدة عملية الاتصال للمتغير مع متممه
{\displaystyle A\land \neg {A}=0}

### قاعدة المتمم للمتمم
{\displaystyle \neg (\neg A)=A}

### قاعدة المص الأولى
{\displaystyle A\land (A\lor B)=A}

### قاعدة المص الثانية
{\displaystyle A\lor (A\land B)=A}

### قاعدة انفصال متغير عن اتصال متممه مع متغير آخر
{\displaystyle A\lor (\neg A\land B)=A\lor B}

## نظريتا دي-مورغان

### نظرية المتمم لعملية الاتصال
وتنص النظرية على أن المتمم لحاصل ضرب (اتصال) مجموعة من المتغيرات يكافئ حاصل جمع (انفصال) المتممات لتلك المتغيرات. والتمثيل الرياضي للنظرية:
{\displaystyle \neg (A\land B)=\neg A\lor \neg B}

### نظرية المتمم لعملية الانفصال
وتنص النظرية على أن المتمم لحاصل جمع (انفصال) مجموعة من المتغيرات يكافئ حاصل ضرب (اتصال) المتممات لتلك المتغيرات. والتمثيل الرياضي للنظرية:
{\displaystyle \neg (A\lor B)=\neg A\land \neg B}